# Portada/efemèride desembre 1
Anna von Helmholtz
« 30 de novembre · 1 de desembre · 2 de desembre »